# Mirko Bortolotti

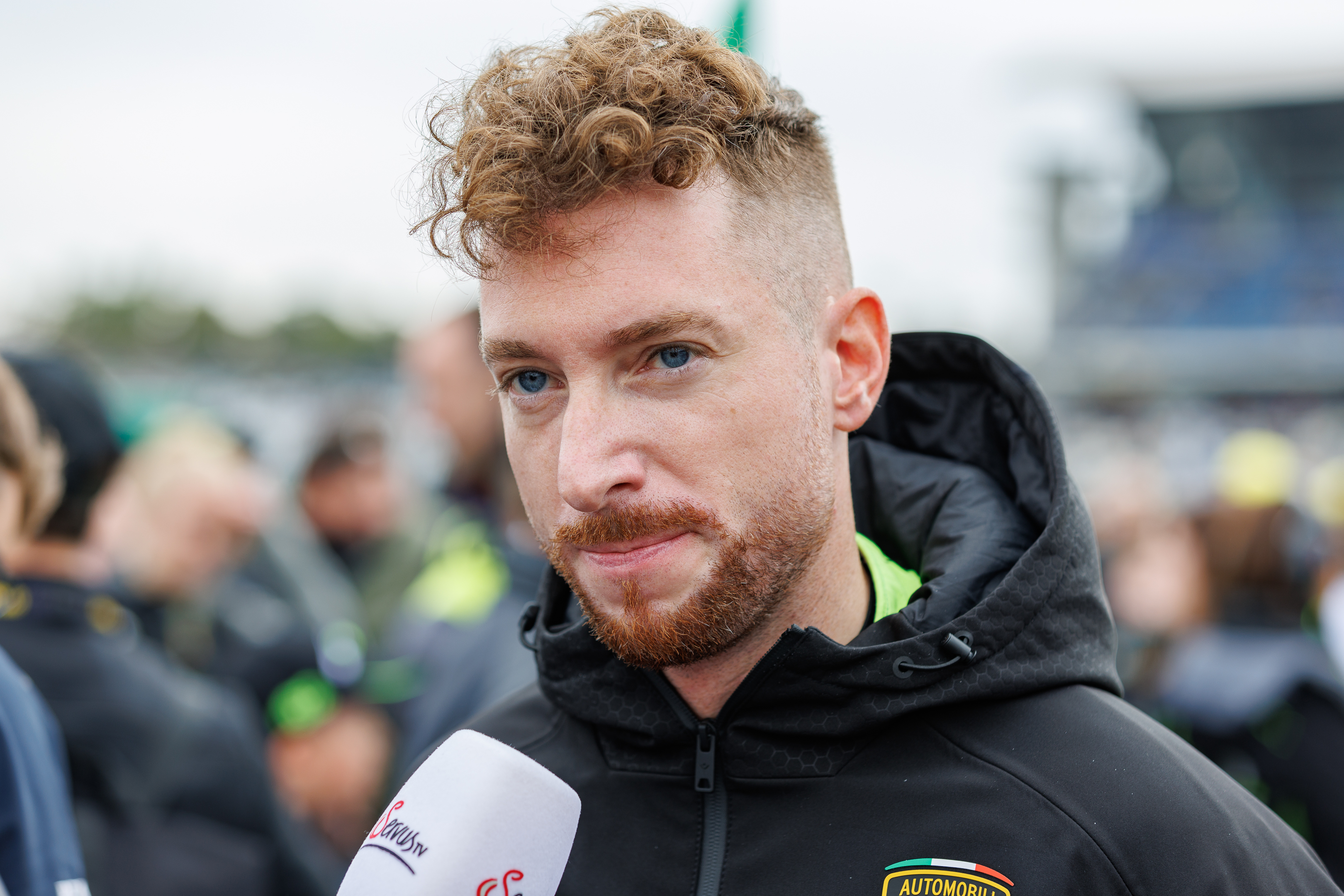
Mirko Bortolotti (2024)

Mirko Bortolotti (* 10. Jänner 1990 in Trient) ist ein italienischer Automobilrennfahrer, der zu Beginn seiner Karriere mit österreichischer Rennlizenz startete. 2008 gewann er die italienische Formel-3-Meisterschaft, 2011 die FIA-Formel-2-Meisterschaft und 2013 die Eurocup Mégane Trophy. 2024 gewann er die DTM.

## Karriere
In den Jahren 1995 bis 2005 war er hauptsächlich im Kartsport aktiv. Anfangs mit österreichischer Rennlizenz in der österreichischen Meisterschaft, welche er mehrfach gewann. Gegen Ende seiner Kartlaufbahn war er mit italienischer Rennlizenz vermehrt in Italien unterwegs, sowie auch in der Kart-Europameisterschaft. 2005 wechselte er in den Formelsport und startete in der italienischen Formel Gloria, der italienischen Formel Junior 1600 und der Winterserie der italienischen Formel Renault. 2006 fuhr Bortolotti in der Formel Azzura und erreichte den zweiten Gesamtrang. Darüber hinaus nahm er an einigen Rennen der italienischen Formel Junior 1600 teil und wurde Vierter in der Winterserie der italienischen Formel Renault.
2007 wechselte Bortolotti in die italienische Formel-3-Meisterschaft zu Corbetta Competizioni. Er gewann ein Rennen und schloss seine Debütsaison auf dem vierten Meisterschaftsplatz ab. Intern setzte er sich mit 80 zu 73 Punkten gegen Fabrizio Crestani durch. Darüber hinaus startete Bortolotti in der Winterserie der italienischen Formel Renault. 2008 wechselte Bortolotti innerhalb der italienischen Formel-3-Meisterschaft zu Lucidi Motors. Er gewann neun von 16 Rennen und stand nur einmal nicht auf dem Podium. Mit 150 zu 127 Punkten entschied er die Meisterschaft gegen Edoardo Piscopo für sich. Als Belohnung für den Gewinn der italienischen Formel-3-Meisterschaft nahm Bortolotti an Formel-1-Testfahrten der Scuderia Ferrari in Fiorano teil. Dabei gelang es ihm einen neuen Rundenrekord aufzustellen.
2009 wurde Bortolotti ins Förderprogramm des Getränkeherstellers Red Bull aufgenommen. Zusammen mit den weiteren Red-Bull-Förderkandidaten Michail Aljoschin und Robert Wickens erhielt er ein Cockpit in der neugeschaffenen FIA-Formel-2-Meisterschaft, in der alle Fahrer vom selben Team betreut wurden. Beim dritten Rennen in Brünn erzielte er seinen ersten Sieg. Er schloss die Saison mit 50 Punkten auf dem vierten Platz der Fahrerwertung ab. Damit unterlag er Red-Bull-intern Wickens (64 Punkte) und Aljoschin (59 Punkte). Darüber hinaus absolvierte Bortolotti 2009 zwei Gaststarts für Carlin in der Formel-3-Euroserie. Dabei kam er einmal auf dem dritten Platz ins Ziel. Des Weiteren nahm Bortolotti an Formel-1-Testfahrten für die zu Red Bull gehörige Scuderia Toro Rosso in Jerez teil.
2010 wechselte Bortolotti zum Addax Team in die neugegründete GP3-Serie. Er erzielte bei 16 Rennen fünfmal Punkte. Ein zweiter Platz beim letzten Rennen war sein bestes Ergebnis. Als bester Fahrer seines Rennstalls wurde er Gesamtelfter. Außerdem war er in diesem Jahr Mitglied im Förderprogramm von Ferrari. 2011 kehrte Bortolotti in die FIA-Formel-2-Meisterschaft zurück. Er gewann auf Anhieb und auf dem Nürburgring sowie in Barcelona gelang es ihm sogar, beide Rennen für sich zu entscheiden, beide Pole-Position zu holen sowie jeweils die schnellste Runde zu erzielen. Bortolotti kam immer unter den ersten sechs Piloten ins Ziel. Bei seinem Heimrennen in Monza sicherte er sich mit einem Sieg vorzeitig den Formel-2-Meistertitel. Insgesamt erzielte er in diesem Jahr 7 Siege und 14 Podest-Platzierungen aus 16 Rennen. Mit 316 zu 193 Punkten lag er am Saisonende deutlich vor dem Zweitplatzierten Christopher Zanella. Als Preis für den Formel-2-Titelgewinn erhielt er die Möglichkeit, für Williams an Formel-1-Testfahrten auf dem Yas Marina Circuit teilzunehmen.
Trotz des Gewinns der Formel-2-Meisterschaft, fand Bortolotti 2012 kein festes Rennengagement. Für Audi nahm er zunächst an Testfahrten der DTM teil. Im weiteren Verlauf des Jahres nahm er an vier Rennen der ADAC GT Masters für Schubert Motorsport teil und debütierte somit im GT-Sport. Zusammen mit seinem Teamkollegen Abdulaziz bin Turki Al Saud gelang ihm dabei ein dritter Platz. 2013 wechselte Bortolotti in die Eurocup Mégane Trophy zum Oregon Team. Bei den 14 Rennen startete Bortolotti 13-mal von der Pole-Position und 13-mal kam er in den Top 4 ins Ziel. Er gewann sieben Rennen und entschied die Meisterschaft mit 275 zu 237 Punkten gegen Mike Verschuur für sich.
2014 war Bortolotti sowohl im GT-, als auch im Formelsport aktiv. Er fuhr für das Team Ghinzani in der Debütsaison der Formel Acceleration 1. Er erzielte die erste Pole-Position und den ersten Sieg in der Serie. Bei acht Rennen stand er siebenmal auf dem Podium und gewann drei Rennen. Er verließ die Meisterschaft vor dem letzten Rennwochenende auf dem zweiten Gesamtrang liegend und wurde schließlich mit 135 zu 183 Punkten Zweiter hinter Nigel Melker. Im GT-Sport nahm Bortolotti als Mitglied des Lamborghini-Förderkaders an einigen Rennen der italienischen GT-Meisterschaft und der europäischen Lamborghini Super Trofeo teil. In der italienischen GT-Meisterschaft wurde er für Imperiale Racing mit zwei Siegen 17. in der GT3-Wertung. In der Lamborghini Super Trofeo gewann er für Bonaldi Motorsport drei Rennen und erreichte den vierten Rang der Pro-Am-Wertung. Beim Weltfinale der Lamborghini Super Trofeo gelang ihm ebenfalls ein Sieg.

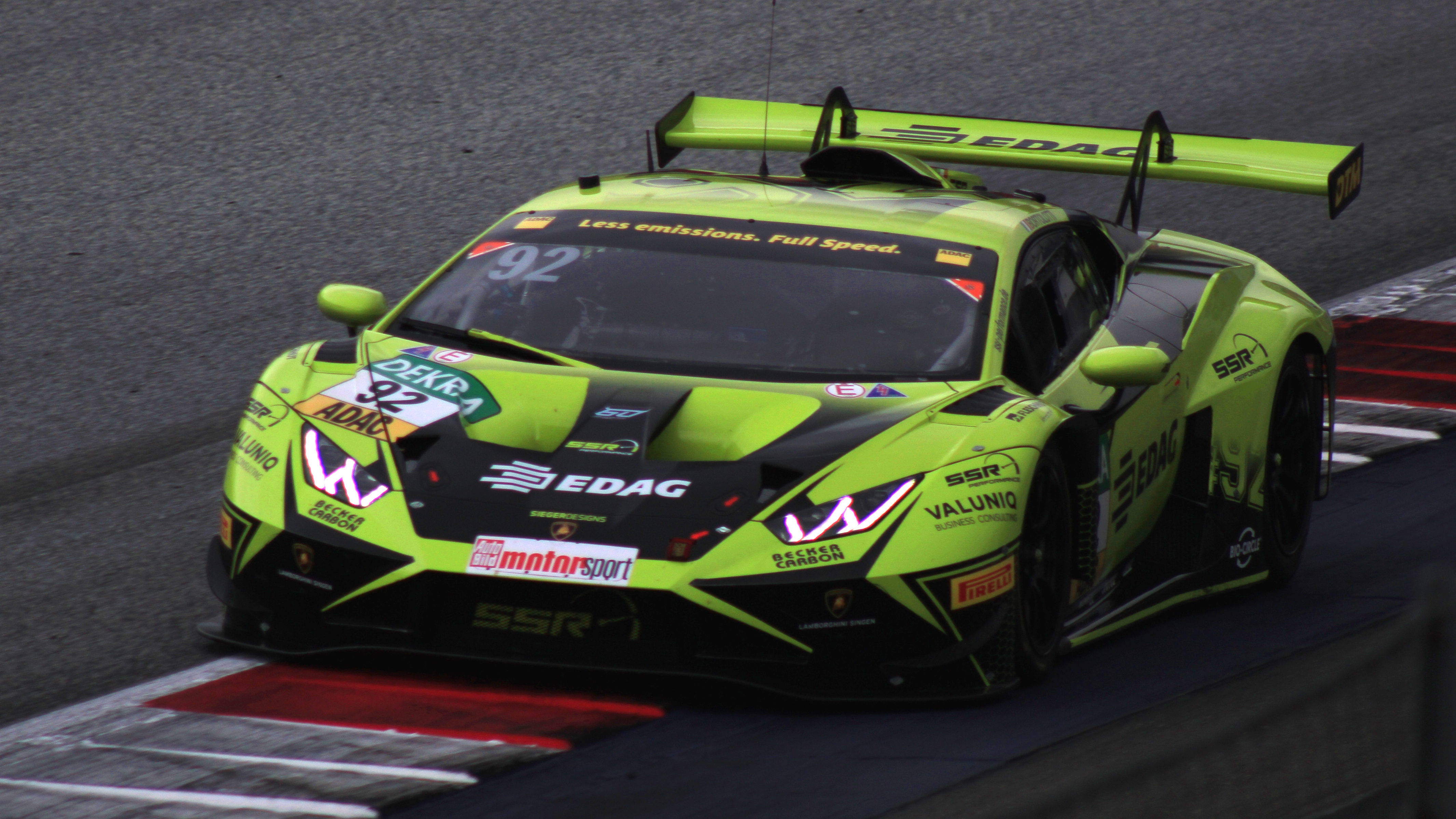
Bortolotti beim DTM-Rennen in Spielberg 2023.

2015 wurde Bortolotti Werksfahrer bei Lamborghini und startete für das Grasser Racing Team in einem Lamborghini Huracán GT3 in der Blancpain Endurance Series. Er bildete ein Fahrertrio mit Giovanni Venturini und Adrian Zaugg. Die drei Fahrer erzielten zwei sechste Plätze als beste Ergebnisse und wurden Zwölfte in der Pro-Wertung. Darüber hinaus fuhr Bortolotti 2015 für Grasser Racing in einem Lamborghini Huracán zwei Rennen der Blancpain Sprint Series. Dabei erzielte er zusammen mit seinem Teamkollegen Patrick Kujala zwei Podest-Platzierungen. Für Grasser Racing unternahm Bortolotti außerdem zusammen mit Zaugg zwei Gaststarts im ADAC GT Masters, wobei sie ein Rennen gewannen, als Gaststarter aber keine Meisterschaftspunkte erhielten. Des Weiteren ging Bortolotti für Imperiale Racing in der italienischen GT-Meisterschaft an den Start. Er gewann dreimal die GT3-Wertung und schloss diese auf dem vierten Platz ab.
Seit 2022 startet Bortolotti in der DTM. In seiner ersten Saison erreichte er für das Grasser Racing Team fünf Podestplätze und schloss die Meisterschaft als Vierter ab. Zur Saison 2023 wechselt er zum Team SSR Performance. Für sein neues Team errang er drei Siege, zwei weitere Podestplatzierungen und wurde zweiter in der Meisterschaft. In der Saison 2024 fuhr er erneut für SSR Performance. Mit einem Rennsieg, drei Pole-Positions und sechs weiteren Podestplätzen gewann er die Meisterschaft. Zur Saison 2025 wechselte er zum Team Abt Sportsline.

## Persönliches
Bortolottis Eltern betreiben einen Eissalon in Wien, weshalb er viel Zeit in Österreich verbracht hat. Er wuchs in Österreich auf und absolvierte dort auch seine Schullaufbahn.

## Statistik

### Karrierestationen
| - 1995–2005: Kartsport - 2005: Italienische Formel Junior 1600 (Platz 14) - 2005: Italienische Formel Gloria (Platz 21) - 2005: Italienische Formel Renault, Winter (Platz 14) - 2006: Formel Azzurra (Platz 2) - 2006: Italienische Formel Gloria (Platz 13) - 2006: Italienische Formel Renault, Winterserie (Platz 4) - 2007: Italienische Formel 3 (Platz 4) - 2007: Italienische Formel Renault, Winterserie (Platz 12) - 2008: Italienische Formel 3 (Meister) - 2009: Formel 2 (Platz 4) | - 2009: Formel 1 (Testfahrer) - 2010: GP3-Serie (Platz 11) - 2011: Formel 2 (Meister) - 2011: Formel 1 (Testfahrer) - 2012: ADAC GT Masters (Platz 29) - 2013: Eurocup Mégane Trophy (Meister) - 2014: Formel Acceleration 1 (Platz 2) - 2014: Italienische GT-Meisterschaft, GT3 (Platz 17) - 2014: Europäische Lamborghini Super Trofeo, Pro-Am (Platz 4) - 2015: Blancpain Endurance Series, Pro (Platz 12) - 2015: Blancpain Sprint Series (Platz 17) | - 2015: Italienische GT-Meisterschaft, GT3 (Platz 4) - 2016: Campionato Italiano Gran Turismo - Super GT3 (Platz 6) - 2016: Blancpain GT Series Sprint Cup (Platz 17) - 2017: ADAC GT Masters (Platz 18) - 2017: Blancpain GT Series Sprint Cup (Platz 4) - 2017: Fanatec GT World Series (Platz 1) - 2018: ADAC GT Masters (Platz 7) - 2019: ADAC GT Masters (Platz 2) - 2020: ADAC GT Masters (Platz 16) - 2021: ADAC GT Masters (Platz 5) - 2022: DTM (Platz 4) - 2023: DTM (Platz 2) - 2024: DTM (Meister) |

### Einzelergebnisse in der FIA-Formel-2-Meisterschaft
| Jahr | 1   | 2   | 3   | 4   | 5   | 6   | 7   | 8   | 9   | 10  | 11  | 12  | 13  | 14  | 15  | 16  | Punkte | Rang |
| ---- | --- | --- | --- | --- | --- | --- | --- | --- | --- | --- | --- | --- | --- | --- | --- | --- | ------ | ---- |
| 2009 | ESP | ESP | CZE | CZE | BEL | BEL | GBR | GBR | GBR | GBR | GER | GER | ITA | ITA | ESP | ESP | 50     | 4.   |
| 2009 | 6   | 2   | 1   | DNF | 9   | 9   | DNF | 5   | 10  | 3   | 2   | DNF | 2   | DNF | 6   | DNF | 50     | 4.   |
| 2011 | GBR | GBR | FRA | FRA | BEL | BEL | GER | GER | GBR | GBR | AUT | AUT | ITA | ITA | ESP | ESP | 316    | 1.   |
| 2011 | 1   | 2   | 6   | 3   | 2   | 1   | 1   | 1   | 5   | 2   | 2   | 2   | 2   | 1   | 1   | 1   | 316    | 1.   |

### Einzelergebnisse in der GP3-Serie
| Jahr | Team       | 1   | 2   | 3   | 4   | 5   | 6   | 7   | 8   | 9   | 10  | 11  | 12  | 13  | 14  | 15  | 16  | Punkte | Rang |
| ---- | ---------- | --- | --- | --- | --- | --- | --- | --- | --- | --- | --- | --- | --- | --- | --- | --- | --- | ------ | ---- |
| 2010 | Addax Team | ESP | ESP | TUR | TUR | ESP | ESP | GBR | GBR | GER | GER | HUN | HUN | BEL | BEL | ITA | ITA | 16     | 11.  |
| 2010 | Addax Team | 16  | DNF | 25  | 12  | 18  | 10  | 8   | 13  | 6   | 4   | 11  | 8   | DNF | 14  | 5   | 2   | 16     | 11.  |

### Le-Mans-Ergebnisse
| Jahr | Team                  | Fahrzeug         | Teamkollege       | Teamkollege     | Platzierung | Ausfallgrund |
| ---- | --------------------- | ---------------- | ----------------- | --------------- | ----------- | ------------ |
| 2022 | WRT Team              | Oreca 07         | Rolf Ineichen     | Dries Vanthoor  | Rang 15     |              |
| 2023 | Prema Racing          | Oreca 07         | ---- Daniil Kwjat | Doriane Pin     | Ausfall     | Unfall       |
| 2024 | Lamborghini Iron Lynx | Lamborghini SC63 | ---- Daniil Kwjat | Edoardo Mortara | Rang 10     |              |

### Sebring-Ergebnisse
| Jahr | Team                                 | Fahrzeug                      | Teamkollege         | Teamkollege       | Teamkollege       | Platzierung             | Ausfallgrund |
| ---- | ------------------------------------ | ----------------------------- | ------------------- | ----------------- | ----------------- | ----------------------- | ------------ |
| 2017 | GRT Grasser Racing Team              | Lamborghini Huracán GT3       | Christian Engelhart | Rolf Ineichen     | Richard Antinucci | Rang 24                 |              |
| 2019 | GRT Grasser Racing Team              | Lamborghini Huracán GT3       | Rik Breukers        | Rolf Ineichen     |                   | Rang 19 und Klassensieg |              |
| 2022 | TR3 Racing                           | Lamborghini Huracán GT3 Evo   | Andrea Caldarelli   | Marco Mapelli     |                   | Rang 17                 |              |
| 2024 | Iron Lynx                            | Lamborghini Huracán GT3 Evo 2 | Jordan Pepper       | Franck Perera     |                   | Rang 22                 |              |
| 2025 | Automobili Lamborghini Squadra Corse | Lamborghini SC63              | Romain Grosjean     | ---- Daniil Kvyat |                   | Ausfall                 | Motorschaden |

### Einzelergebnisse in der FIA-Langstrecken-Weltmeisterschaft
| Saison | Team                  | Rennwagen        | 1   | 2   | 3   | 4   | 5   | 6   | 7   | 8   |
| ------ | --------------------- | ---------------- | --- | --- | --- | --- | --- | --- | --- | --- |
| 2022   | WRT Team              | Oreca 07         | SEB | SPA | LEM | MON | FUJ | BAH |     |     |
| 2022   | WRT Team              | Oreca 07         | 15  |     |     |     |     |     |     |     |
| 2023   | Prema Racing          | Oreca 07         | SEB | POR | SPA | LEM | MON | FUJ | BAH |     |
| 2023   | Prema Racing          | Oreca 07         | 9   | 13  | 19  | DNF | 17  |     | 16  |     |
| 2024   | Lamborghini Iron Lynx | Lamborghini SC63 | KAT | IMO | SPA | LEM | SAO | AUS | FUJ | BAH |
| 2024   | Lamborghini Iron Lynx | Lamborghini SC63 | 13  | 12  | DNF | 10  | 17  | 14  | DNF | DNF |

### Ergebnisse in der DTM
| Saison | Team                | Hersteller  | Fahrzeug                       | 1        | 2        | 3         | 4         | 5     | 6     | 7        | 8        | 9       | 10      | 11                | 12                | 13        | 14        | 15         | 16         | Punkte | Rang |
| ------ | ------------------- | ----------- | ------------------------------ | -------- | -------- | --------- | --------- | ----- | ----- | -------- | -------- | ------- | ------- | ----------------- | ----------------- | --------- | --------- | ---------- | ---------- | ------ | ---- |
| 2022   | GRT                 | Lamborghini | Lamborghini Huracán GT3 Evo    | Portimão | Portimão | Klettwitz | Klettwitz | Imola | Imola | Nürnberg | Nürnberg | Nürburg | Nürburg | Spa-Francorchamps | Spa-Francorchamps | Spielberg | Spielberg | Hockenheim | Hockenheim | 121    | 4    |
| 2022   | GRT                 | Lamborghini | Lamborghini Huracán GT3 Evo    | 3        | 3        | 6         | 6         | 3     | 10    | DNF      | 2        | DNF     | 20      | 8                 | 10                | 3         | 9         | 7          | DNF        | 121    | 4    |
| 2023   | SSR Performance     | Lamborghini | Lamborghini Huracán GT3 Evo    | OSC      | OSC      | ZAN       | ZAN       | NOR   | NOR   | NÜR      | NÜR      | LAU     | LAU     | SAC               | SAC               | SPI       | SPI       | HOC        | HOC        | 213    | 2    |
| 2023   | SSR Performance     | Lamborghini | Lamborghini Huracán GT3 Evo    | 8        | 6        | 4         | 11        | 6     | 4     | 1        | DNS      | 2       | 1       | 9                 | 1                 | 9         | 22        | 5          | 2          | 213    | 2    |
| 2024   | SSR Performance     | Lamborghini | Lamborghini Huracán GT3 Evo II | OSC      | OSC      | LAU       | LAU       | ZAN   | ZAN   | NOR      | NOR      | NÜR     | NÜR     | SAC               | SAC               | SPI       | SPI       | HOC        | HOC        | 238    | 1    |
| 2024   | SSR Performance     | Lamborghini | Lamborghini Huracán GT3 Evo II | 2        | 15       | 11        | 4         | 9     | 2     | 5        | 3        | 2       | 9       | 2                 | 7                 | 1         | 4         | 5          | 1          | 238    | 1    |
| 2025   | Team Abt Sportsline | Lamborghini | Lamborghini Huracán GT3 Evo II | OSC      | OSC      | LAU       | LAU       | ZAV   | ZAV   | NOR      | NOR      | NÜR     | NÜR     | SAC               | SAC               | RBR       | RBR       | HOC        | HOC        | 28*    | 10*  |
| 2025   | Team Abt Sportsline | Lamborghini | Lamborghini Huracán GT3 Evo II | 9        | 9        | 13        | 6         |       |       |          |          |         |         |                   |                   |           |           |            |            | 28*    | 10*  |